# Kafana Ruski car
La kafana Ruski car (en serbe cyrillique : Кафана Руски цар) est située à Belgrade, la capitale de la Serbie, dans la municipalité urbaine de Stari grad. En raison de son importance architecturale, cet édifice, construit entre 1922 et 1926, figure sur la liste des monuments culturels protégés de la république de Serbie et sur la liste des biens culturels protégés de la ville de Belgrade.

## Présentation
La kafana Ruski car, située 7 rue Knez Mihailova et 29 Obilićev venac, a été construite entre 1922 et 1926 d'après un projet de l'architecte Petar Popović et en collaboration avec l'architecte Dragiša Brašovan. L'architecte constructeur fut Milan Sekulić. Le bâtiment a été conçu pour une triple fonction, un restaurant au rez-de-chaussée, des bureaux dans la mezzanine et des quartiers résidentiels dans les étages supérieurs.
Dans son ensemble, le bâtiment est caractéristique du maniérisme académique ; il est typique des immeubles construits dans le centre de Belgrade pour être loués. La décoration comporte des éléments néobaroques, notamment dans le dessin du dôme situé à l'angle de l'édifice. En revanche, l'ensemble du bâtiment se présente comme une variante académique de l'Art nouveau.
Le nom de Ruski car (le « tsar russe ») rappelle celui d'un ancien bâtiment constitué d'un seul rez-de-chaussée, autrefois situé au même emplacement. Dans l'entre-deux-guerres, la kafana (taverne) Ruski car fut un des restaurants élégants de Belgrade ; il fut fréquenté par des artistes et des écrivains comme Mihajlo Petrov, Veljko Petrović et Branislav Nušić. L'intérieur de la taverne fut endommagé par une reconstruction réalisée dans les années 1960 pour en faire un self-service nommé Zagreb.